# Equidad horizontal
En economía pública, el principio de equidad horizontal establece que aquellos individuos que en los aspectos relevantes son iguales, deben ser tratados de modo idéntico por la política pública, es decir la imposición tributaria y el gasto público.
Los principios de equidad horizontal y equidad vertical que resultan complementarios conforman la equidad global de un sistema impositivo.
La equidad horizontal constituye una cláusula de no discriminación, que puede ser considerado como un axioma ético cuyo origen se encuentra en la igualdad de todos los ciudadanos ante la Ley y viene así recogido en las constituciones de la mayor parte de los Estados. Se considera básico, la existencia de una regla mínima de justicia o imparcialidad. Sin embargo la aplicación de este principio puede ser difícil de precisar en la práctica y requiere dos condiciones previas: la primera es identificar a los iguales y en segundo lugar especificar en qué consiste el igual tratamiento. 
Se han propuesto así numerosas interpretaciones del concepto y una amplia lista de índices para medir el grado de inequidad horizontal. Algunos elementos de distinción como el sexo o la religión no pueden ser admitidos. La problemática comienza cuando se hace referencia a aspectos que pueden ser considerados no relevantes como la edad, la renta, la situación familiar o las preferencias.

## Impuesto sobre la renta
La determinación del grado de equidad horizontal en el diseño del impuesto sobre la renta de las personas físicas viene determinado por la elección de la unidad contribuyente y el tratamiento fiscal que se otorga a las unidad familiares.